# 有所保留的我愛你！
《有所保留的我愛你！》（日语：／ Hikaeme ai rabu yū */?）是日本女子偶像團體HKT48的第四張單曲作品，由環球音樂於2014年9月24日發行。如同HKT48先前發行單曲之慣例，此張作品也是採取一作多版本的發行方式，共推出四種不同的版本；A面曲的中心成員則由主力團員之一的兒玉遙首次擔任。在與前作相隔了半年之後才推出的此張單曲，以進行了中心成员的異動、與新的團內小分隊之組成，而在歌迷間掀起話題。

## 簡介
由於此張單曲是HKT48自首張單曲發行以來，第一次進行center的異動，由曾在團體成立初期一度擔任center的兒玉遙首次負責此站位，而成為製作團隊與唱片公司主打的話題之一。新單曲一共發行四個版本，除了同名主打歌曲外，各自搭配不太相同的B面曲與對應的MV。
HKT48的第四張新單曲之上市訊息最早是在2014年8月初時由唱片公司揭露，但當時只公開了預計發行的日期，相關資訊都還在保密狀態。直到8月31日，於官方YouTube頻道上以公告影片的方式，宣佈了包括單曲曲名與單曲選拔成員在內的細節。其中，三期研究生栗原紗英、隸屬於Team H的二期生神志那結衣與HKT48唯一的選秀生山本茉央三人是首度入選單曲的參與名單，而由姊妹團體SKE48前來Team KIV兼任的木本花音雖然是首度參與HKT48的唱片錄製，但她自從出道後就一直是SKE48的固定單曲選拔成員，已擁有非常豐富的單曲主打歌參與經驗。
除了主打歌曲外，製作團隊也同時發表了其中一首B面曲的曲名《我是藍莓派》（私はブルーベリーパイ），該曲將由一個以神志那結衣、駒田京伽、坂口理子、荒巻美咲與栗原紗英五人所組成的新小隊「藍莓派」所演唱。之後，官網在隔日的9月1日公布了各版本單曲封面，與其他收錄曲目。

## 版本與收錄內容

### Type-A
Type-A的封面照片是以此次的單曲center兒玉遙擔任中央的主角，並與選拔成員穴井千尋、多田愛佳、木本花音、神志那結衣、指原莉乃、田島芽瑠、田中美久、宮脇咲良、森保圓（森保まどか）、矢吹奈子等人共同拍攝。收錄內容如下：
CD
1. 《有所保留的我愛你！》（控えめ I love you！）
2. 《現在 正想著你》（今 君を想う）
3. 《偶像的王者》（アイドルの王者，Team H演唱曲）
4. 《有所保留的我愛你！》純配樂（Instrumental）版
5. 《現在 正想著你》純配樂版
6. 《偶像的王者》 純配樂版

DVD
1. 《有所保留的我愛你！》MV
2. 《偶像的王者》MV
3. 特典影片《HKT48九州7縣巡迴演唱會 現場報導（大分、宮崎、熊本）》（特典映像「HKT48 九州7県ツアー ご当地レポ （大分・宮崎・熊本）」）

### Type-B
Type-B的封面照片是以宮脇咲良作為中央的主角，並與選拔成員栗原紗英、兒玉遙、指原莉乃、田島芽瑠、田中美久、朝長美櫻、松岡菜摘、宮脇咲良、本村碧唯、森保圓、矢吹奈子等人共同拍攝。此版本的唱片收錄內容如下：
CD
1. 《有所保留的我愛你！》
2. 《現在 正想著你》
3. 《在夏季之前》（夏の前，Team KIV演唱曲）
4. 《有所保留的我愛你！》純配樂版
5. 《現在 正想著你》純配樂版
6. 《在夏季之前》 純配樂版

DVD
1. 《有所保留的我愛你！》MV
2. 《在夏季之前》MV
3. 特典影片《HKT48九州7縣巡迴演唱會 現場報導（鹿兒島、佐賀、長崎）》

### Type-C
Type-C的封面是以指原莉乃作為照片中央的主角，與選拔成員穴井千尋、多田愛佳、木本花音、兒玉遙、田中美久、朝長美櫻、松岡菜摘、宮脇咲良、本村碧唯、矢吹奈子、山本茉央等人共同拍攝。此版本的收錄內容如下：
CD
1. 《有所保留的我愛你！》
2. 《現在 正想著你》
3. 《傲慢的雙唇》（生意気リップス，特別企畫雙人組「奈子美久」演唱曲）
4. 《有所保留的我愛你！》純配樂版
5. 《現在 正想著你》純配樂版
6. 《傲慢的雙唇》 純配樂版

DVD
1. 《有所保留的我愛你！》MV
2. 《傲慢的雙唇》MV
3. 特典影片《HKT48「前進！明太號！有點豪華的客輪包場船上派對」）（特典映像「HKT48『進め!めんたい号!ちょっと豪華客船 貸切り船上パーティー』」」）：「明太號」是為了慶祝HKT48上一張單曲《櫻花，大家一起來品嚐》的發行，而在2014年5月25日與31日分別於東京與福岡市舉行的歌迷互動活動，由製作單位包下整艘客輪，讓HKT48的成員們與參與活動的民眾一同出海在船上進行各種互動遊戲，而此影片就是活動當時的現場花絮剪輯。該活動行程本身為免費招待，但參與活動的歌迷必須事先購買該張單曲特定的劇場版唱片取得抽選資格，兩場活動各限制100名來賓入場[13]。HKT48方面除了在活動舉辦前因演出時跌倒造成右手骨折而必須休養的岡田栞奈外，全員皆參與了該活動並在影片中亮相[14]。

### 劇場盤
劇場盤的封面照片是由選拔成員兒玉遥、指原莉乃、宮脇咲良等人共同拍攝。收錄內容如下：
CD
1. 《有所保留的我愛你！》
2. 《現在 正想著你》
3. 《我是藍莓派》（私はブルーベリーパイ，小分隊「藍莓派」演唱曲）
4. 《有所保留的我愛你！》純配樂版
5. 《現在 正想著你》純配樂版
6. 《我是藍莓派》 純配樂版

## 歌曲與選拔成員
參與各曲演唱的選拔成員名單，是以唱片發行時的編制為準。

### 有所保留的我愛你！
《有所保留的我愛你！》（控えめ I love you！）為各版本皆有收錄的主打A面曲。本曲是由秋元康作詞，pakorama作曲，並由同樣是福岡出身的Kaba-chan（1990年代的舞曲團體dos成員之一）負責編舞。參與新曲演唱的選拔組成員共有16人，中央位置（center）由兒玉遙擔任，而站其兩旁的前排成員則是指原莉乃與宮脇咲良。曾經在HKT48創團初期擔任過center的兒玉，在歷經了多次的單曲選拔後首次獲得擔任center的機會，而自第一張單曲以來一直擔任著center的田島芽瑠，與在第二、第三張單曲中以雙center方式與田島搭配的朝長美櫻，則是首次卸下A面曲center的職務，但仍然名列選拔名單內。此外，神志那結衣、栗原紗英、木本花音與山本茉央四人則首次入選選拔成員。詳細的成員名單如下：
- Team H：穴井千尋、神志那結衣、兒玉遙、指原莉乃、田島芽瑠、田中美久、松岡菜摘、矢吹奈子、山本茉央
- Team KIV：多田愛佳、木本花音、朝長美櫻、宮脇咲良、本村碧唯、森保圓（森保まどか）。
- 研究生：栗原紗英

### 現在 正想著你
《現在 正想著你》（今 君を想う）是本單曲唱片的主要B面曲，與主打歌同樣被收錄於全版本的唱片中，由秋元康作詞，川島有真作曲。此曲是秋元為了在2014年2月底的AKB48集團大組閣祭中被宣佈分別移籍至姊妹團體AKB48與SKE48的原HKT48成員中西智代梨與谷真理佳而特別製作的餞別曲，並在同年4月5日於埼玉超級競技場舉行的AKB48集團春季演唱會之HKT48單獨演出場次中首度演出，該場活動也是中西與谷兩人以HKT48成員的身份最後一次登台演出。
如同一直以來HKT48單曲唱片中主要B面曲不會拍攝對應的MV之慣例，《現在 正想著你》一曲也沒有另行拍攝MV。

### 偶像的王者
《偶像的王者》（アイドルの王者）是只有Type-A版本才有收錄的B面曲，是本次單曲中的Team H隊曲。此曲由秋元康作詞，Team H全員皆有參與歌曲的錄製。如同許多AKB48集團的作品，其搭配的MV經常是由一般的歌唱舞蹈隊形與有劇情的故事影片穿插而成，且劇情主題經常與歌詞內容無關，本作也是採類似風格。本曲的MV劇情是以一個虛構的「博多流行雜誌」（Hakata Fashion Magazines）之攝影棚為場景，在故事中由指原莉乃、井上由莉耶與梅本泉分別扮演攝影師、攝影助手與場記等現場工作人員，坂口理子扮演經紀人，其他16名成員以相近特色的四個人為一組扮演四種不同拍攝主題並互相競爭的被攝對象，一邊進行攝影工作一邊在場邊較勁嘲笑對手，並在最後大鬧一場搗毀了攝影棚。至於在歌曲舞蹈部分，則是由田島芽瑠擔任舞蹈隊形的center，而站其兩旁的前排成員則分別是兒玉遙與指原莉乃。
Team H全體20名成員皆參與了此曲的錄製與MV的拍攝，詳細成員名單與所扮演角色分列如下：
- 工作人員：井上由莉耶（助手）、梅本泉（場務）、坂口理子（模特兒經紀人）、指原莉乃（攝影師）
- 「偶像」組（穿著洋裝）：兒玉遙、田島芽瑠、山田麻莉奈、山本茉央
- 「模特兒」組（穿著連身裙）：穴井千尋、神志那結衣、松岡菜摘、若田部遥
- 「漬物廣告」組（穿著布偶裝）：秋吉優花、上野遥、駒田京伽、田中美久
- 「殭屍」組：宇井真白、岡本尚子、田中菜津美、矢吹奈子、

### 在夏季之前
《在夏季之前》（夏の前）是只有Type-B版本才有收錄的B面曲，也是本次的Team KIV隊曲。歌曲由秋元康作詞，Team KIV全員皆有參與歌曲的錄製。至於搭配此曲所拍攝的MV方面，與大部分HKT48的MV作品不同，此作的MV完全沒有舞蹈動作的畫面因此也沒有安排隊形，但根據單人鏡頭的比例與靜態攝影時成員們的站位，副隊長宮脇咲良仍然可視為是本曲的主角。另外，Team KIV隊員之一的岡田栞奈雖然也有參與歌曲的錄製，但因為岡田早前在5月15日的公演中因跌倒造成右手骨折而暫停演出活動休養了三個月，因此錯過了MV的拍攝，僅有其他19名成員入鏡。
參與歌曲錄製的詳細成員名單如下：
- Team KIV：伊藤來笑、今田美奈、岩花詩乃、植木南央、多田愛佳、岡田栞奈、木本花音、草場愛、熊澤世莉奈、後藤泉、下野由貴、田中優香、冨吉明日香、朝長美櫻、深川舞子、淵上舞、宮脇咲良、村重杏奈、本村碧唯、森保圓。

### 傲慢的雙唇
《傲慢的雙唇》（生意気リップス）是只有Type-C版本才有收錄的B面曲。歌曲由秋元康作詞，剪刀人（ハサミマン）作曲。本曲是製作人秋元康特別替HKT48備受注目、在出道時還是小學生且年紀最小的三期生雙人組「奈子美久」（なこみく）所製作的原創新曲，並同樣是在2014年4月5日於埼玉超級競技場所舉行的AKB48集團春季演唱會之HKT48單獨演唱會場次中進行首次公開演出。
參與歌曲錄製的詳細成員名單如下：
- Team H：田中美久、矢吹奈子。

### 我是藍莓派
《我是藍莓派》（私はブルーベリーパイ）是僅有劇場盤才有收錄的B面曲。由秋元康作詞。本曲是由神志那結衣、駒田京伽、坂口理子、荒巻美咲與栗原紗英五人所組成的小分隊「藍莓派」（ブルーベリーパイ）所演唱。擔任center位置的成員是五人中年紀最小的三期研究生荒巻美咲。
參與歌曲錄製的詳細成員名單如下：
- Team H：神志那結衣、駒田京伽、坂口理子
- 研究生：荒巻美咲、栗原紗英

## 外部連結
- 官方唱片介紹頁（日本環球音樂）：Type-A （页面存档备份，存于）、Type-B （页面存档备份，存于）、Type-C （页面存档备份，存于）（日語）
- HKT48官方YouTube频道公开播放影片：
  - YouTube上的《有所保留的我愛你！》預覽MV
  - YouTube上的《偶像的王者》預覽MV
  - YouTube上的《在夏季之前》預覽MV
  - YouTube上的《傲慢的雙唇》預覽MV